# 234 f.Kr.
| 234 f.Kr.          |
| ------------------ |
| Dødsfald - Fødsler |
|                    |

## Født
- Marcus Porcius Cato kaldet Cato den Ældre. Romers senator og senator. Død 149 f.Kr.